# Líšná (kraj pilzneński)
Líšná – gmina w Czechach, w powiecie Rokycany, w kraju pilzneńskim.
1 stycznia 2017 gminę zamieszkiwało 188 osób, a ich średni wiek wynosił 39,1 roku.